# Директива 2012/28/EC
Директива 2012/28/ЕС — директива Европейского парламента и Совета Европейского Союза принятая 25 октября 2012 года, касающаяся использования произведений-сирот.
Директива устанавливает общие правила по оцифровке и использованию произведений-сирот.

## Основе
Сиротскими произведениями являются книги, газетные статьи или фильмы, которые могут охраняться авторским правом, но правообладатель которых не может быть найден. Значительная часть коллекций европейских культурных институтов хранит сиротские произведения, так в Британской Библиотеке около 40 процентов или 150 млн работ являются сиротскими. Эти произведения не могут использоваться легально кинематографистами, архивистами, писателями, музыкантами и телеведущими. Публичные библиотеки, образовательные учреждения и музеи, оцифровывающие старые рукописи, книги, аудиозаписи и фильмы, могут или вообще не оцифровывать эти произведения или делать эти произведения доступными для общественности, рискуя, что появившийся вдруг новый владелец авторских прав на эти произведения может подать на них в суд за причиненный ущерб.
ЕС разработало общие правила, как поступать в таких случаях.

## Работы, охватываемые директивой
Директива 2012/28 / ЕС распространяется на следующие произведения, которые были созданы в ЕС:
- печатные труды (книги, журналы и газеты);
- кинематографические и аудиовизуальные произведения;
- фонограммы;
- встроенные или составные части других произведений или фонограмм (например, картинки в книжке).

При определенных условиях директива может применяться для неопубликованных работ (например, письма или рукописи).
Если потерянное программное обеспечение или видеоигры («Пятюня») подпадают под аудиовизуальные произведения, то статус этого произведения является предметом обсуждения.

## Сущность директивы
Директива содержит Положения о том, как определить «произведения-сироты». Организация, которая хочет оцифровать произведение, должна провести скрупулезный поиск его владельца. В этом поиске она должна опираться на такие источники, как базы данных и имеющиеся реестры для текстовых или графических работ. Реестр для сиротских фильмов разрабатывается Ассоциаций европейских киноархивов.
Директива также определяет, что если поиск авторов не был успешным, то работа должна быть официально признана сиротой. Этот статус действителен во всем Евросоюзе и означает, что работа будет доступна всем государствам-членам ЕС. Директива также предусматривает создание единого Европейского реестра произведений-сирот.
Работы, выявленных как сиротские, могут быть использованы для достижения целей, связанных с их общественной миссией.
В соответствии с данной директивой, если у таких произведений обнаружится его автор или владелец авторских прав, то произведение перестанет быть сиротским.